# ホールド・マイ・ハンド (マイケル・ジャクソンとエイコンの曲)
「ホールド・マイ・ハンド」 (原題:Hold My Hand) は、マイケル・ジャクソンの楽曲。アルバム『MICHAEL』からの第1弾シングルカット。

## 解説
エイコンとのデュエット曲。エステートによるとマイケルはこの本作を次のアルバムの第1弾シングルにすることを望んでいたようで、その希望に沿ってリリースされた。国内でのリリースはされていない。
本作は2008年のリリースを予定していたが、発売前にリークされてしまいリリースは見送られた。そのためコアなファンには以前から知られていた曲であるが、そのことについてエイコンは、
リークされた当時、まだ世界中のファンに聞かせられる出来にまで完成してなかった。私達はリークされたことを知って酷く挫折させられた。だが今時は熟した。素晴らしく、美しく、アンセムのような出来に仕上がった。自分は人生で最も崇拝する人物のマイケルと仕事することが出来たことを本当に心から誇りに思う。
と話している。

## ショートフィルム
ショートフィルムはYouTubeにて公開されている。マイケルの死後制作されたため、マイケルは過去の映像のみでの出演となる。